# Kanton La Rochelle-8
Kanton La Rochelle-8 (fr. Canton de La Rochelle-8) je francouzský kanton v departementu Charente-Maritime v regionu Poitou-Charentes. Kanton tvoří část města La Rochelle a dvě další obce.

## Obce kantonu
- Dompierre-sur-Mer
- Périgny
- La Rochelle